# Rovišče
Rovišče – wieś w Słowenii, w gminie Zagorje ob Savi. W 2018 roku liczyła 41 mieszkańców.